# Assedio di Novara (1734)
L'assedio di Novara fu un evento del gennaio del 1734, tra le forze alleate franco-piemontesi assedianti e le forze austriache assediate, durante la guerra di successione polacca.

## Premesse
Nel tardo ottobre del 1733 l'esercito congiunto sabaudo e francese al comando del re di Sardegna Carlo Emanuele, aveva invaso il ducato di Milano, possedimento austriaco. Il governatore austriaco Wirich Von Daun visto l'esiguo numero delle forze a sua disposizione aveva deciso di non ingaggiare battaglia col nemico e dopo aver fornito Milano, Pizzighettone, Novara, e Tortona di poche truppe per la loro difesa si era avviato verso Mantova. Carlo Emanuele dopo aver occupato le sguarnite Vigevano e Pavia aveva mandato alcuni suoi sottoposti a bloccare varie città fortificate del Milanese, tra cui Novara. Mentre Carlo con l'esercito principale alleato si era diretto verso Pizzighettone dove aveva iniziato l'assedio alla città, e stabilito il suo quartier generale. Alcuni giorni dopo era arrivato il generale francese, il maresciallo Villars. Il 9 dicembre la città era capitolata e ora gli alleati avanzavano verso Milano, dove la guarnigione di 1500 uomini del castello (la più numerosa tra tutte le città del ducato), al comando del marchese Visconti, resisteva. L'assedio del castello era durato da dicembre a gennaio. Dopo la resa della capitale ducale gli alleati si divisero andando a conquistare le città rimaste della Lombardia austriaca, tra queste c'era proprio Novara.

## L'assedio
Il Re di Sardegna, il Maresciallo Villar e il Marchese d'Absfeld decisero di concedere alle truppe qualche giorno di riposo e poi di iniziare l'assedio di Novara, che era già stato bloccato a partire dal 28 ottobre dal marchese di Caraglio, con 4 battaglioni e 66 squadroni.
La città, situata su una collina tra i fiumi Terdoppio e Agogna, contava 7 000 abitanti. La sua guarnigione era composta di 3 battaglioni e 30 dragoni (in tutto circa 1300 uomini). L'esercito alleato al comando di Coigny era composto di 22 battaglioni e 15 squadroni.
Nella notte tra il 5 e il 6 gennaio, il comandante del genio francese Uffrry fece aprire il primo parallelo di trincee con 2 battaglioni, 5 compagnie di granatieri, e 2000 operai. I lavori incontrarono alcune difficoltà a causa del buio intenso e della fitta nebbia. Diversi ingegneri per riconoscersi dovettero illuminare il terreno con delle torce. Venne scavata una trincea di circa 6-700 braccia dove vennero posizionati 2 cannoni e 2 mortai. Alle sette del mattino seguente furono lanciate diverse bombe in città, provocando molta preoccupazione negli abitanti.
Una deputazione alleata andò dal comandante imperiale e gli chiese di consegnare la città. Nella notte tra il 6 e il 7 gennaio venne tracciato il secondo parallelo e due batterie di cannoni vennero schierate contro un bastione molto esposto del castello. La sera dello stesso giorno, quando le batterie furono completate e i mortai pronti a ricominciare a sparare, la città che non disponeva di provviste alimentari, issò la bandiera bianca e consegnò i capitani nemici le armi, due cannoni, e due mortai. Intanto anche il forte di Arona, situato sulla riva occidentale del Lago Maggiore, si arrese. La debole guarnigione a sua difesa abbandonò il forte dove gli alleati si impadronirono di 30 cannoni. Il 9 gli alleati entrarono a Novara, impadronendosi di 44 cannoni, 13 mortai, moltissimi proiettili e granate.
Ora l'ultima fortezza rimasta in mano austriaca nella Lombardia occidentale era Tortona.